# Боровница (песма)
Боровница је дечија песма која се налази у збирци дечије књижевности Детињство, српске песникиње Десанке Максимовић.

## Анализа песме
Песникиња у овој песми говори о једној девојчици, али из угла боровнице. Девојчица се стално сакрива прво крај јеле, затим испод  бора где тражи хлад,затим поред извора, на зеленој трави ту се налазе и птичице, промализи она још доста места која се налазе у песми. Песмица је кратка, али врло ритмични и деци ће зато бити врло занимљива.

## О песникињи
Десанка Максимовић је једна од најпознатијих српских песникиња, приповедач, романсијер, писац за децу, академик Српске академије наука и уметности, повремено преводилац, најчешће поезије с руског, словеначког, бугарског и француског језика.
Писала је песме о детињству, љубави, завичају, природи, животу, пролазности, па и смрти.
Поред песмама за младе и одрасле, Десанка Максимови значајна је песникиња за децу. Као и остале песме, и дечије песме садрже велики број песничким слика, а такође су богате стилским фигурама и свака носи лепу поуку. У Десанкиној поезији сва деца једнако уживају у поезији ове песникиње као и одрасли, читајући о темема које су им примереније и које могу да разумију. Управо такве песме налазе се у њеној збирци дечје књижевности „Детињство“.